# Sous le filet
Sous le filet (titre original anglais : Under the net) est un roman de Iris Murdoch. À la fois philosophique et picaresque, ce roman est le plus populaire de l'auteur. L'histoire est celle de Jake Donaghue, un écrivain en difficulté, qui rentre à Londres après un voyage à Paris et qui va devoir renouer avec son ancien ami, Hugo, et rattraper ses erreurs du passé.
Ce roman a reçu de plusieurs distinctions. Le Time l'a notamment classé en 2005 comme l'un des meilleurs romans anglophones publiés depuis 1923 .
Le livre parait en France en 1985, traduit par Clara Malraux.

## Explication du titre
Le titre est inspiré de la philosophie de Ludwig Wittgenstein, qui fut le professeur de Iris Murdoch à Cambridge, pour qui le langage est un filet jeté sur les choses du monde.

## Résumé
Dans ce roman quelque peu comique sur le travail, l'amour, la richesse et la gloire, le personnage principal Jake Donaghue, un écrivain sans scrupules, cherche à améliorer sa situation et à rattraper ses erreurs du passé en renouant avec son ancien ami Hugo Bellfounder, philosophe, qu'il a eu le sentiment de trahir et qu'il avait fui par peur d'affronter sa colère.

### Chapitre 1 à 5
À peine rentré d'un voyage en France, Jake apprend par son ami Finn qu'ils sont expulsés de la maison de Madge afin de laisser la place à son nouvel amant : le riche Sammy Starfield. Il se rend alors avec sa valise chez Mrs Tinckham pour vérifier qu'il dispose de tous ses manuscrits et déterminer le lieu où vivre. Un seul manuscrit manque : sa traduction de Le Rossignol de bois (The Wooden Nightingale), un roman de Jean-Pierre Breteuil. C'est un travail médiocre qu'il a fait pour de l'argent. Il pense à un vieil ami, un philosophe nommé Dave Gellman, et se rend à son appartement. Une réunion politique se tient là-bas, et Dave fait preuve de dédain, mais lui permet de laisser sa valise. Finn suggère de demander à Anna Quentin, une chanteuse dont il est tombé amoureux.
Jake n'a pas vu Anna depuis plusieurs années. Il finit par la retrouver au théâtre Riverside Miming, dans le centre commercial Hammersmith, et la trouve dans une salle d'accessoires "comme un vaste magasin de jouets". Elle est heureuse de le voir, mais un peu mal à l'aise quand il lui pose des questions sur son nouveau projet impliquant du mime. Elle lui propose de demander de l'aide à sa sœur vedette, Sadie, qui recherche quelqu'un pour garder son appartement pendant qu'elle voyage. Après le départ de Anna, il passe la nuit à dormir dans la pièce des accessoires.
Le lendemain matin, Jake se rend dans Welbeck Street pour chercher Sadie et apprend qu'elle est chez son coiffeur Mayfair. Il décide d'aller lui parler. Elle est très heureuse de le voir là-bas et lui confie la garde de son appartement pendant qu'elle se cache d'un admirateur nommé Hugo Belfounder, un fabricant de feux d'artifice qui possède maintenant un studio de cinéma.
Il se trouve que Hugo était un ancien ami de Jake. Ils s'étaient rencontrés depuis longtemps dans le cadre d'une expérience de guérison à froid et avaient eu de longues discussions philosophiques que Jake, à l'insu de Hugo, avait transformées en un livre intitulé The Silencer. Hugo croyait que le langage était corrompu, alors Jake estimait que la création du livre était une sorte de trahison et avait rompu unilatéralement l'amitié après sa publication, ne souhaitant pas faire face à la colère d'Hugo.
Jake retourne chez Madge chercher sa radio et y trouve Sammy. Jake est prêt à se battre, mais le bookmaker est amical et lui propose même de l'argent. Cela conduit à un pari placé par téléphone : ils gagnent 63.310 £ et Sammy promet de lui envoyer un chèque.

### Chapitre 6 à 10
Jake se rend à l'appartement de Sadie pour commencer son travail et est surpris de voir un exemplaire du Silencer sur une étagère. Hugo le lui a-t-il donné ? Il profite de l'appartement luxueux jusqu'à un appel d'Hugo qui demande Mlle Quentin et raccroche quand il entend Jake. Puis Jake découvre qu'il a été enfermé. Il appelle alors par la fenêtre Dave et Finn qui le libèrent. Ils décident de trouver Hugo.
Les trois hommes prennent un taxi pour se rendre au viaduc de Holborn. Ils trouvent la porte d'Hugo ouverte et une note indiquant qu'il s'est rendu au pub. Ils s'y rendent et ne trouvent pas Hugo, mais se saoulent. Ils sont rejoints par Lefty Todd, un activiste politique. Après que Lefty ait soumis Jake à une sorte de catéchisme socialiste, ils se sont promenés, et tous sauf Dave ont nagé dans la Tamise. Le lendemain matin, Dave tend à Jake une lettre d'Anna : elle veut le voir le plus tôt possible. Il se précipite vers le Riverside Theatre, mais tout a été emballé et elle est partie. Dévasté, il monte dans le camion en emportant le contenu de la salle des accessoires.
Jake retourne à l'appartement de Sadie pour voler son exemplaire du Silencer, mais en approchant de sa porte, il surprend une conversation entre elle et Sammy à propos de sa traduction la plus récente. Son écoute prolongée attire l'attention des voisins, mais il parvient à en déduire que Sadie et Sammy envisagent d'utiliser sa traduction de Le Rossignol de bois (The Wooden Nightingale) comme base d'une proposition de film et qu'ils ne prévoient pas le récompenser pour son utilisation. Jake est furieux.

### Chapitre 11 à 13
Avec l'aide de Finn, Jake pénètre dans l'appartement de Sammy à Chelsea pour prendre le manuscrit, mais ils ne le trouvent pas. Au lieu de cela, sur un coup de tête, Jake décide de kidnapper le chien vedette de Sammy nommé M. Mars, à des fins de chantage. Ils ne peuvent pas ouvrir la cage du chien, et avec beaucoup de difficulté, ils emportent toute la cage. Un bref article de journal révèle à Jake qu'Anna se rend à Hollywood par l'intermédiaire de Paris.
Accompagné de M. Mars, la recherche de Hugo par Jake le conduit au Bounty Belfounder Studio, dans le sud de Londres. Une foule immense s'est rassemblée sur un plateau de cinéma de la Rome antique : ils écoutent un discours politique prononcé par Lefty Todd. C'est la première fois depuis des années que Jake a vu Hugo et il l'emmène ailleurs pour lui parler, mais l'arrivée soudaine des nationalistes a provoqué une émeute et ils doivent fuir. Leurs tentatives pour échapper à la violence, qui implique l'utilisation improvisée d'explosifs, provoquent l'effondrement du décor. Lorsque la police arrive et annonce que "personne ne doit partir", Jake réussit à échapper aux interrogatoires en demandant à M. Mars de jouer à mort et en l'emportant dans ses bras, soi-disant pour retrouver un vétérinaire.
Jake doit faire tout le chemin du retour et passer la nuit à dormir sur un banc. En rentrant chez Dave, il trouve le chèque de Sammy de 600 £. Se demandant quoi faire avec M. Mars, Jake demande à Dave de l’aider à rédiger une lettre de chantage et, après de longues discussions, ils décident d’exiger 100 £. Deux télégrammes arrivent de Madge, portant une offre d’emploi à Paris et une commande de 30 £ de frais de voyage. Mais Dave doit dire à Jake que Sammy a annulé le gros chèque. Déconcertés, ils décident ensemble de mettre en commun 50 £ pour un pari sur Lyrebird : alors Jake part pour la France.

### Chapitre 14 à 16
À Paris, Jake est étonné de découvrir que le dernier roman de Jean-Pierre Breteuil, Nous les vainqueurs, a remporté le prix Goncourt. Après avoir longtemps rejeté le travail de Breteuil, il est émerveillé et envieux. L’offre de Madge s’avère être une sorte de sinécure de l’industrie cinématographique et il se voit refuser de la refuser avec dégoût pour des raisons qu’il ne peut expliquer. Il se rend compte que c'est le 14 juillet et se promène pendant des heures dans la ville. Le soir, il regarde un feu d'artifice lorsqu'il voit Anna. Il essaie de la suivre, mais la foule le gêne. Il la rattrape presque dans un parc, après qu'elle a laissé ses chaussures pour marcher pieds nus sur l'herbe. Mais il la perd de vue. Jake retourne à Londres le lendemain matin pour constater que Lyrebird a gagné avec une belle cote, 20-1. Finn a pris sa part de l'argent et a disparu. S'ensuivent plusieurs jours d'inactivité, au grand désespoir de Dave.

### Chapitre 17 à 20
Jake travaille comme auxiliaire médical dans un hôpital. Quand Hugo est admis (il a été frappé à la tête avec une brique lors d'une réunion politique), il voit sa chance d'entamer une conversation sérieuse avec son vieil ami. Mais  il est fortement déconseillé par les médecins de parler aux patients et il décide de revenir au milieu de la nuit.
Avec beaucoup de difficultés, Jake parvient à rejoindre la chambre de Hugo peu après une heure du matin. La conversation n’est pas du tout ce à quoi il s’attendait : Hugo n’est pas du tout fâché contre Jake, et il se trouve que même si Anna est vraiment amoureuse de Hugo, Hugo lui-même est amoureux de Sadie et Sadie de Jake — ce n’est pas un triangle amoureux, mais une série d'amour à sens unique. Hugo demande à Jake de l'aider à s'échapper. Jake le fait, mais ils sont vus par un porteur hostile, Stitch, et Jake sait qu'il a perdu son travail.
Lorsque Jake se rend ensuite à l'appartement d'Hugo, il s'aperçoit qu'il est parti, laissant tout ce qu'il possède à Lefty et à son parti politique. Chez Mme Tinckham, il lit des lettres de Finn et de Sadie. Finn est retourné en Irlande, comme il l'a toujours dit, Sadie suggère d'acheter M. Mars pour 700 £ et, bien que cela ramène Jake à la case départ, il décide que c'est la seule solution possible. Avec Mme Tinckham, il écoute Anna chanter à la radio et, après avoir conclu sa paix avec Hugo et avec The Silencer, il se rend compte que sa carrière littéraire ne fait que commencer.

## Personnages
- James Donaghue (Jake) : jeune écrivain et traducteur
- Peter O'Finney (Finn) : un cousin éloigné
- Magdalen Casement (Madge) : une dactylographe vivant près de Earls Court Road
- Samuel Starfield (Sammy) : un riche bookmaker
- Mrs Tinckham : une commerçante près de Charlotte Street
- Dave Gellman : philosophe vivant sur Goldhawk Road
- Lefty Todd : leader du nouveau Parti socialiste indépendant
- Anna Quentin : une chanteuse
- Sadie Quentin : une star de cinéma
- Hugo Belfounder : un artificier cinéphile
- Stitch : une membre du personnel hospitalier
- Mister Mars : un chien célèbre apparaissant dans de nombreux films
- Jean-Pierre Breteuil : un écrivain français que Jake traduit